# Campeonato Mundial de Natação em Piscina Curta de 2021 - 200 m livre feminino
A prova dos 200 metros nado livre feminino do Campeonato Mundial de Natação em Piscina Curta de 2021 foi disputado no dia 16 de dezembro de 2021, na Etihad Arena, em Abu Dhabi, nos Emirados Árabes Unidos.

## Recordes
Antes desta competição, os recordes mundiais e do campeonato nesta prova eram os seguintes:
|                       | Nome           | Nacionalidade | Tempo   | Local     | Data                  |
| --------------------- | -------------- | ------------- | ------- | --------- | --------------------- |
| Recorde mundial       | Sarah Sjöström | Suécia        | 1:50.43 | Eindhoven | 12 de agosto de 2017  |
| Recorde do campeonato | Sarah Sjöström | Suécia        | 1:50.78 | Doha      | 7 de dezembro de 2014 |

Os seguintes recordes mundiais ou do campeonato foram estabelecidos durante esta competição:
| Data           | Evento | Nome            | Nacionalidade | Tempo   | Notas |
| -------------- | ------ | --------------- | ------------- | ------- | ----- |
| 16 de dezembro | Final  | Siobhán Haughey | Hong Kong     | 1:50.31 | ,     |

## Medalhistas
| Ouro                  | Prata               | Bronze             |
| Siobhán Haughey (HKG) | Rebecca Smith (CAN) | Paige Madden (USA) |

## Resultados

### Eliminatórias
As eliminatórias ocorreram dia 16 de dezembro com um total de 49 nadadoras.
| Colocação | Bateria | Raia | Nadadora                | Nacionalidade              | Tempo   | Notas            |
| --------- | ------- | ---- | ----------------------- | -------------------------- | ------- | ---------------- |
| 1         | 4       | 5    | Rebecca Smith           | Canadá                     | 1:52.86 | Q                |
| 1         | 5       | 4    | Siobhán Haughey         | Hong Kong                  | 1:52.86 | Q                |
| 3         | 5       | 6    | Paige Madden            | Estados Unidos             | 1:53.30 | Q                |
| 4         | 5       | 5    | Charlotte Bonnet        | França                     | 1:54.43 | Q                |
| 5         | 5       | 2    | Joanna Evans            | Bahamas                    | 1:54.51 | Q                |
| 6         | 4       | 3    | Katja Fain              | Eslovênia                  | 1:54.61 | Q                |
| 7         | 3       | 2    | Summer McIntosh         | Canadá                     | 1:54.63 | Q                |
| 8         | 3       | 4    | Marrit Steenbergen      | Países Baixos              | 1:54.70 | Q                |
| 9         | 3       | 5    | Barbora Seemanová       | Chéquia                    | 1:54.75 |                  |
| 10        | 3       | 3    | Ekaterina Nikonova      | Federação Russa de Natação | 1:54.99 |                  |
| 11        | 4       | 4    | Freya Anderson          | Reino Unido                | 1:56.19 |                  |
| 12        | 4       | 6    | Isabel Marie Gose       | Alemanha                   | 1:56.36 |                  |
| 13        | 4       | 2    | Anna Egorova            | Federação Russa de Natação | 1:56.44 |                  |
| 14        | 4       | 0    | Cheng Yujie             | China                      | 1:56.80 |                  |
| 15        | 5       | 9    | Lena Kreundl            | Áustria                    | 1:57.03 |                  |
| 16        | 3       | 0    | Elisbet Gámez           | Cuba                       | 1:57.26 | Recorde nacional |
| 17        | 3       | 7    | Lucy Hope               | Reino Unido                | 1:57.28 |                  |
| 18        | 3       | 6    | Valentine Dumont        | Bélgica                    | 1:57.56 |                  |
| 19        | 5       | 3    | Annika Bruhn            | Alemanha                   | 1:57.74 |                  |
| 20        | 3       | 1    | Janja Šegel             | Eslovênia                  | 1:57.81 |                  |
| 21        | 4       | 7    | Gabrielle Roncatto      | Brasil                     | 1:57.85 |                  |
| 22        | 4       | 1    | Monique Olivier         | Luxemburgo                 | 1:59.32 |                  |
| 23        | 5       | 7    | Nikolett Pádár          | Hungria                    | 1:59.43 |                  |
| 24        | 3       | 9    | Laura Littlejohn        | Nova Zelândia              | 1:59.67 |                  |
| 25        | 2       | 3    | Inés Marín              | Chile                      | 2:00.02 |                  |
| 26        | 5       | 1    | Sabína Kupčová          | Eslováquia                 | 2:00.28 |                  |
| 27        | 3       | 8    | Ieva Maļuka             | Letônia                    | 2:00.40 |                  |
| 28        | 5       | 0    | Laura Lahtinen          | Finlândia                  | 2:00.65 |                  |
| 29        | 2       | 5    | Kornkarnjana Sapianchai | Tailândia                  | 2:00.97 |                  |
| 30        | 2       | 4    | Zhanet Angelova         | Bulgária                   | 2:01.03 |                  |
| 31        | 5       | 8    | Merve Tuncel            | Turquia                    | 2:01.04 |                  |
| 32        | 2       | 2    | Julimar Ávila           | Honduras                   | 2:01.68 |                  |
| 33        | 1       | 4    | Elisabeth Timmer        | Aruba                      | 2:03.45 |                  |
| 34        | 4       | 9    | Michaela Pulford        | África do Sul              | 2:03.67 |                  |
| 35        | 2       | 6    | Sasha Gatt              | Malta                      | 2:05.16 |                  |
| 36        | 2       | 8    | Lina Khiyara            | Marrocos                   | 2:05.58 |                  |
| 37        | 2       | 7    | Chrysoula Karamanou     | Chipre                     | 2:05.60 |                  |
| 38        | 1       | 0    | Batbayaryn Enkhkhüslen  | Mongólia                   | 2:06.29 |                  |
| 39        | 2       | 1    | Fatima Alkaramova       | Azerbaijão                 | 2:07.65 |                  |
| 40        | 1       | 3    | Natalia Kuipers         | Ilhas Virgens Americanas   | 2:08.06 |                  |
| 41        | 2       | 0    | Ani Poghosyan           | Armênia                    | 2:08.14 |                  |
| 42        | 1       | 5    | Jehanara Nabi           | Paquistão                  | 2:08.51 |                  |
| 43        | 1       | 6    | Alexia Savinova         | Moldávia                   | 2:08.95 |                  |
| 44        | 1       | 2    | Bianca Mitchell         | Antígua e Barbuda          | 2:11.04 |                  |
| 45        | 1       | 7    | Katie Rock              | Albânia                    | 2:11.96 |                  |
| 46        | 2       | 9    | Sara Akasha             | Emirados Árabes Unidos     | 2:12.89 |                  |
| 47        | 1       | 8    | Charissa Panuve         | Tonga                      | 2:19.53 |                  |
| 48        | 1       | 9    | Keana Santos            | Guam                       | 2:24.08 |                  |
| 49        | 1       | 1    | Ammara Pinto            | Malawi                     | 2:24.97 |                  |
| 50        | 4       | 8    | Quah Jing Wen           | Singapura                  | DNS     |                  |

### Final
A final foi realizada em 16 de dezembro.
| Colocação         | Raia | Nadadora           | Nacionalidade  | Tempo   | Notas            |
| ----------------- | ---- | ------------------ | -------------- | ------- | ---------------- |
| Medalha de ouro   | 5    | Siobhán Haughey    | Hong Kong      | 1:50.31 | Recorde mundial  |
| Medalha de prata  | 4    | Rebecca Smith      | Canadá         | 1:52.24 | Recorde nacional |
| Medalha de bronze | 3    | Paige Madden       | Estados Unidos | 1:53.01 |                  |
| 4                 | 7    | Katja Fain         | Eslovênia      | 1:53.48 | Recorde nacional |
| 5                 | 1    | Summer McIntosh    | Canadá         | 1:53.65 |                  |
| 6                 | 6    | Charlotte Bonnet   | França         | 1:53.68 |                  |
| 7                 | 8    | Marrit Steenbergen | Países Baixos  | 1:54.32 |                  |
| 8                 | 2    | Joanna Evans       | Bahamas        | 1:54.93 |                  |

Legenda
| Recorde mundial       | Recorde mundial (World record)               |                       | Recorde africano                      | Recorde africano (African) |                                           | Q | Classificado por posição (Qualified) |
| Recorde do campeonato | Recorde do campeonato (Championship record)  | Recorde da América    | Recorde da América (Americas)         | q                          | Classificado por melhor tempo (Qualified) |   |                                      |
| Melhor marca do ano   | Melhor marca do ano (World leading)          | Recorde asiático      | Recorde asiático (Asian)              | DNS                        | Não largou (Did not start)                |   |                                      |
| Recorde nacional      | Recorde nacional (National record)           | Recorde europeu       | Recorde europeu (European)            | DNF                        | Não terminou (Did not finish)             |   |                                      |
| Recorde pessoal       | Recorde pessoal do atleta (Personal best)    | Recorde da Oceania    | Recorde da Oceania (Oceania)          | DSQ / DQ                   | Desclassificado (Disqualified)            |   |                                      |
| Recorde da temporada  | Recorde da temporada do atleta (Season best) | Recorde sul-americano | Recorde sul-americano (South America) | NM                         | Sem marca (No mark)                       |   |                                      |